# Tubulipora tuba
Tubulipora tuba är en mossdjursart som först beskrevs av William More Gabb och Horn 1862.  Tubulipora tuba ingår i släktet Tubulipora och familjen Tubuliporidae. Inga underarter finns listade i Catalogue of Life.